# Xã Philo, Quận Champaign, Illinois
Xã Philo (tiếng Anh: Philo Township) là một xã thuộc quận Champaign, tiểu bang Illinois, Hoa Kỳ. Năm 2010, dân số của xã này là 1.954 người.